# Стаццона (Италия)
Стаццона (итал. Stazzona) — коммуна в Италии, располагается в регионе Ломбардия, в провинции Комо.
Население составляет 674 человека (2008 г.), плотность населения составляет 96 чел./км². Занимает площадь 7 км². Почтовый индекс — 22010. Телефонный код — 0344.
Покровителем коммуны почитается святой Иулиан, мученик, празднование 22 июня.

## Демография
Динамика населения:

## Администрация коммуны
- Официальный сайт: